# Kasernengelände Am Treptower Park
Das Kasernengelände Am Treptower Park in Berlin-Alt-Treptow wurde 1904 zwischen Am Treptower Park, Elsenstraße, Bouchéstraße und der Bahnlinie für das Telegraphen-Bataillon Nr. 1 der preußischen Armee gebaut.

## Nutzung

### Deutsches Reich
Neben dem Exerzierplatz für die Kavallerie-Telegraphen-Schule wurden auch Truppenunterkünfte gebaut. Die Telegraphen-Truppen nutzten den Exerzierplatz bis 1918. Weiterhin gab es dort Pferdeställe des kaiserlichen Hofs und eine Funker-Abteilung.
Nach dem Ersten Weltkrieg wurde das Kasernengelände formal dem Polizeipräsidenten von Berlin unterstellt. Nach der Machtübernahme der Nationalsozialisten wurde auf dem Gelände die „Heereswaffenmeisterschule“ der Wehrmacht untergebracht. Es wurden Waffen und Munition zur Panzerabwehr auf dem Gelände erprobt – zum Teil in unterirdischen Schießständen.

### DDR
Nach dem Zweiten Weltkrieg besetzte die Rote Armee das Kasernengelände. Auch die sowjetische Denkmal-Bauverwaltung zog dort bis 1951 ein. Der Bau des Sowjetischen Ehrenmals im Treptower Park wurde von dort aus geleitet. Polizeikräfte waren ebenfalls wieder auf dem Gelände stationiert; nach 1949 die Volkspolizei. Im Dezember 1950 kam auch die Politoffiziersschule der Volkspolizei von Torgau nach Treptow in die Kaserne, die später Ernst-Schneller-Kaserne hieß. 1962 bezogen die Grenztruppen der DDR das Kasernengelände.

### Nach der Wiedervereinigung
1990 wurde das Areal von der Bundeswehr übernommen und zunächst von der Standortkommandantur Berlin genutzt. Bis zum Sommer 1993 war das Jägerbataillon 581 der Bundeswehr dort stationiert, bevor es in die ehemaligen Montgomery-Barracks (heute: Blücher-Kaserne) nach Berlin-Kladow verlegte und dort zum Jägerbataillon 1 Berlin umbenannt wurde. Hier wurde 1992 das erste Feierliche Gelöbnis von Bundeswehrrekruten auf Berliner Gebiet durchgeführt. Zeitweilig waren dann Asylbewerber untergebracht.
Von 1996 bis 1999 wurden die Gebäude denkmalgerecht saniert und werden seitdem vom Bundeskriminalamt genutzt. Seit Dezember 2004 ist auf dem Gelände außerdem noch das Gemeinsame Terrorismusabwehrzentrum von BKA und Bundesamt für Verfassungsschutz angesiedelt.
Ende 2010 wurde als Kunst am Bau das Werk Pure Moore von Fritz Balthaus eingeweiht.

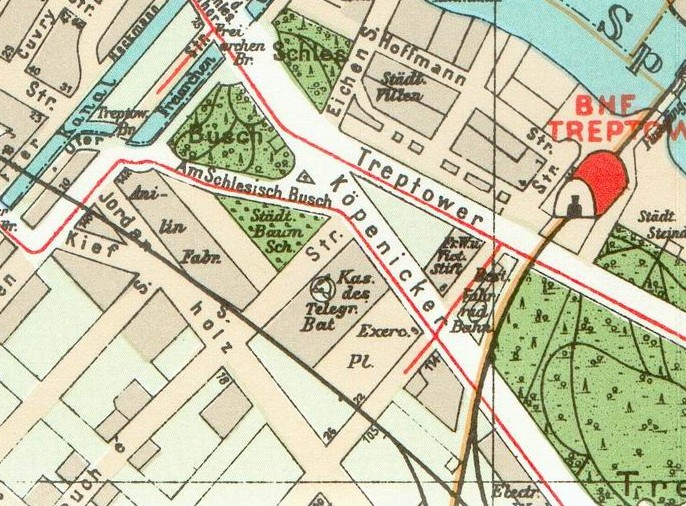
Kaserne des Telegraphenbataillons auf dem Pharus-Plan Berlin von 1902
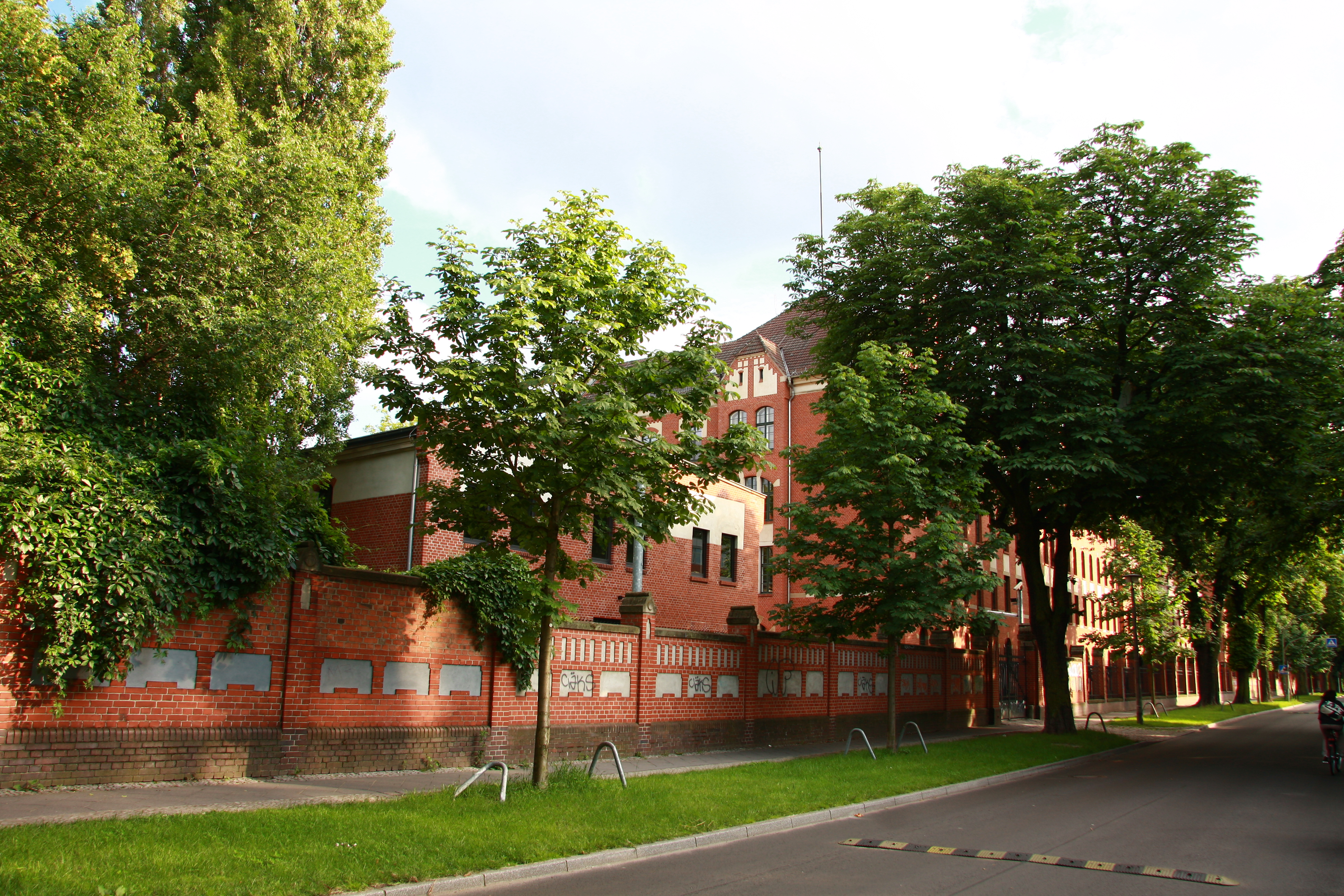
Kaserne Am Treptower Park, 2009
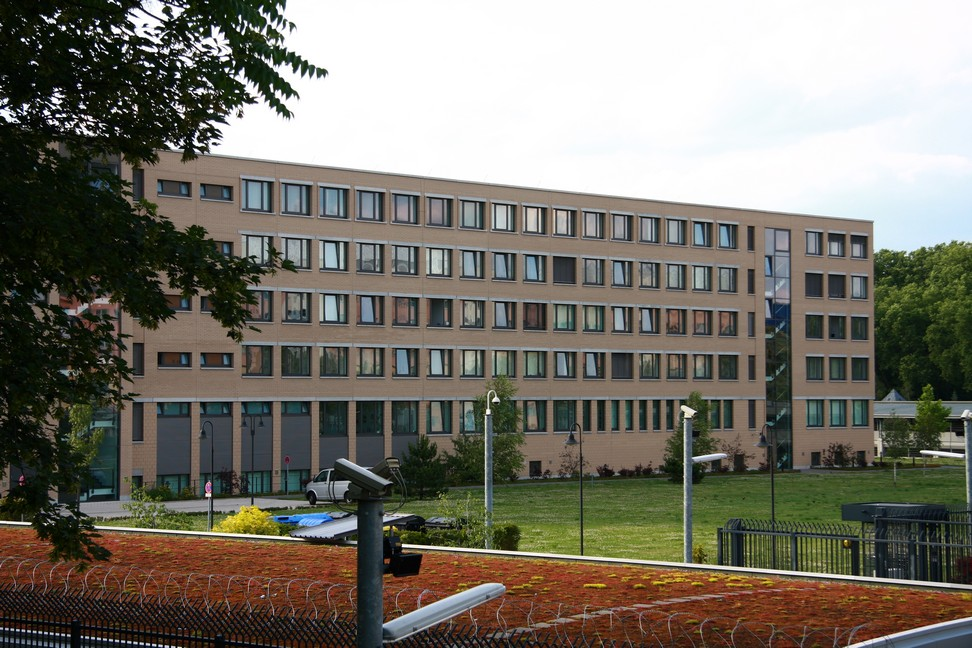
Ein Neubau auf dem Kasernengelände
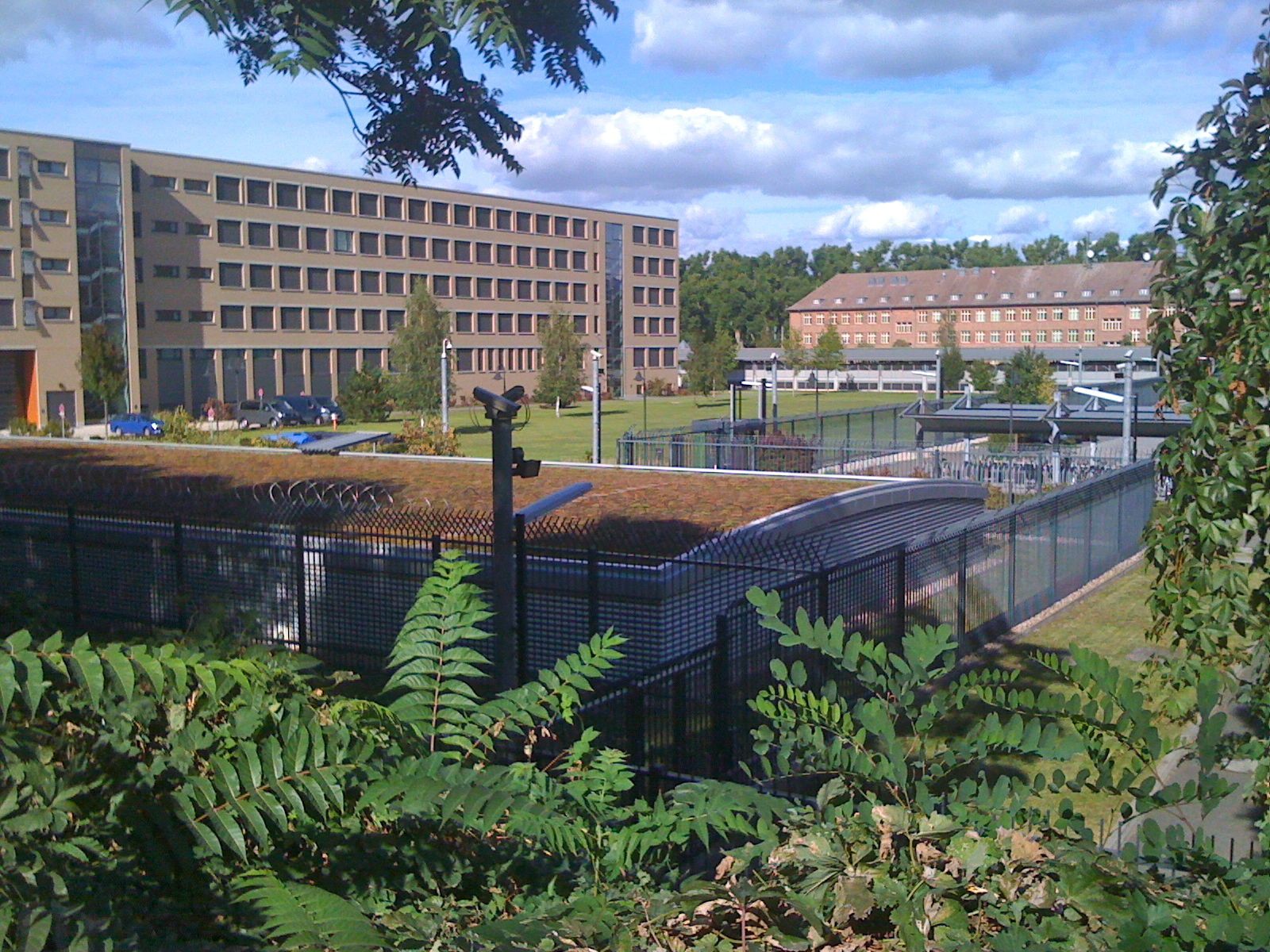
Kasernengelände, 2012